# Zaretchny (oblast de Sverdlovsk)
Pour les articles homonymes, voir Zaretchny.
Zaretchny (en russe : Заречный) est une ville de l'oblast de Sverdlovsk, en Russie. Sa population s'élevait à 27 115 habitants en 2013.

## Géographie
Zaretchny est située dans l'Oural, sur la rivière Pychma, à 45 km à l'est de Iekaterinbourg et à 1 453 km à l'est de Moscou.

## Histoire
Zaretchny est née dans le cadre de la construction de la centrale nucléaire de Beloïarsk, en 1957. Elle reçut d'abord le statut de commune urbaine et en 1992 le statut de ville. 
La ville est encore sous la dépendance de la centrale nucléaire de Beloïarsk, qui occupe encore quelque 10 000 travailleurs en 2010

## Population
Recensements (*) ou estimations de la population
| 1959* | 1970*  | 1979*  | 1989*  | 2002*  |
| ----- | ------ | ------ | ------ | ------ |
| 8 932 | 13 301 | 16 649 | 27 675 | 27 914 |

| 2006   | 2010*  | 2012   | 2013   | 2014 |
| ------ | ------ | ------ | ------ | ---- |
| 27 431 | 26 820 | 16 900 | 27 115 | -    |